# Vysoké nad Jizerou
Vysoké nad Jizerou är en stad i Tjeckien.   Den ligger i distriktet Okres Semily och regionen Liberec, i den norra delen av landet, 100 km nordost om huvudstaden Prag. Vysoké nad Jizerou ligger 699 meter över havet och antalet invånare är 1 363.
Terrängen runt Vysoké nad Jizerou är huvudsakligen kuperad, men den allra närmaste omgivningen är platt.Runt Vysoké nad Jizerou är det ganska tätbefolkat, med 58 invånare per kvadratkilometer. Närmaste större samhälle är Jablonec nad Nisou, 16,8 km väster om Vysoké nad Jizerou. I omgivningarna runt Vysoké nad Jizerou växer i huvudsak blandskog.